# TopHit
TopHit.com est une plateforme en ligne dédiée à la distribution de musique, au suivi des diffusions radiophoniques et à la publication de classements musicaux. En 2024, TopHit regroupe plus de 9 000 artistes, auteurs-compositeurs, DJ, maisons de disques et éditeurs de musique. Les services de TopHit sont utilisés par plus de 2 500 stations de radio et 90 chaînes de télévision dans 45 pays, principalement aux États-Unis, au Royaume-Uni, dans l’Union européenne, en Ukraine, en Russie et dans les pays de la CEI. La bibliothèque de contenu de la plateforme comprend plus de 200 000 titres radiophoniques et plus de 10 000 vidéoclips.
Universal Music a décrit TopHit comme le site le plus fiable pour le suivi des diffusions radio en Russie. TopHit est régulièrement cité par les critiques musicaux et les producteurs,, comme une source essentielle pour évaluer la popularité des artistes en Russie et dans les pays de la CEI.
La cérémonie annuelle Top Hit Music Awards récompense les meilleurs artistes de la scène radiophonique et numérique ainsi que leurs titres les plus populaires, saluant leurs contributions remarquables à l’industrie musicale.

## Histoire
Tophit (en cyrillique : Топхит) est un portail web russe fondé en 2003 qui traite de la distribution numérique de nouvelles chansons et vidéos musicales aux chaînes de radio et de télévision ainsi que de la publication de divers classements musicaux pour notamment la Russie et l'Ukraine, basés sur la quantité de diffusions de radio.
Tophit est souvent utilisé comme source de données sur la popularité d'un artiste en Russie,,,,. Universal Music a nommé Tophit.ru le site le plus fiable pour surveiller le temps d'antenne de la radio russe.
La première chanson numéro de Tophit était Okean i tri reki (Океан и три реки), interprétée par VIA Gra et Valery Meladze, lors de la première édition des classements le 23 novembre 2003.
L’idée du projet TopHit trouve ses origines dans le groupe soviétique Dialog, fondé en 1978. Ses membres — Kim Breitburg, Evgeny Fridland et Vadim Botnaruk — ont élaboré un système permettant de repérer de jeunes talents et de les promouvoir via des stations de radio partenaires. Dans les années 1990, plus de 50 stations ont participé à ce projet, et leur public votait pour les meilleurs nouveaux artistes. Parmi les artistes découverts à cette époque figurent notamment Nikolai Trubach, Konstantin Meladze et Valery Meladze.

## Classements
Plusieurs classements musicaux sont publiés en Russie et en Ukraine, notamment :
| Classements hebdomadaires - Weekly General - Weekly Audience Choice - Weekly Russia - Weekly Moscow - Weekly St. Petersburg - Weekly Ukraine - Weekly Kiev | Classements mensuels - Monthly General - Monthly Audience Choice - Monthly Russia - Monthly Moscow - Monthly St. Petersburg - Monthly Ukraine - Monthly Kiev | Classements annuels - Yearly General - Yearly General (musique russe) - Yearly Audience Choice - Yearly Russia - Yearly Moscow - Yearly St. Petersburg - Yearly Kiev |

Sur la base des données collectées, TopHit publie des classements de diffusions et de streaming pour plusieurs pays, notamment les États-Unis, le Royaume-Uni, l’Espagne, l’Allemagne, la Pologne, la Lituanie, la Lettonie, l’Estonie, la Russie, la Biélorussie, le Kazakhstan, l’Ukraine, la Moldavie et la Roumanie. La plateforme publie également des classements consolidés reflétant les statistiques de diffusion et de streaming de tous les pays où TopHit est présent, y compris les données de YouTube et Spotify. Les classements de TopHit sont divisés en plusieurs catégories : Radio Charts, YouTube Charts, Spotify Charts, et All Media Chart, qui combine les données de diffusion et de streaming. Les positions dans les classements peuvent représenter soit des morceaux ou des clips (classement des singles), soit des artistes (classement des artistes),,.

## Top Hit Music Awards

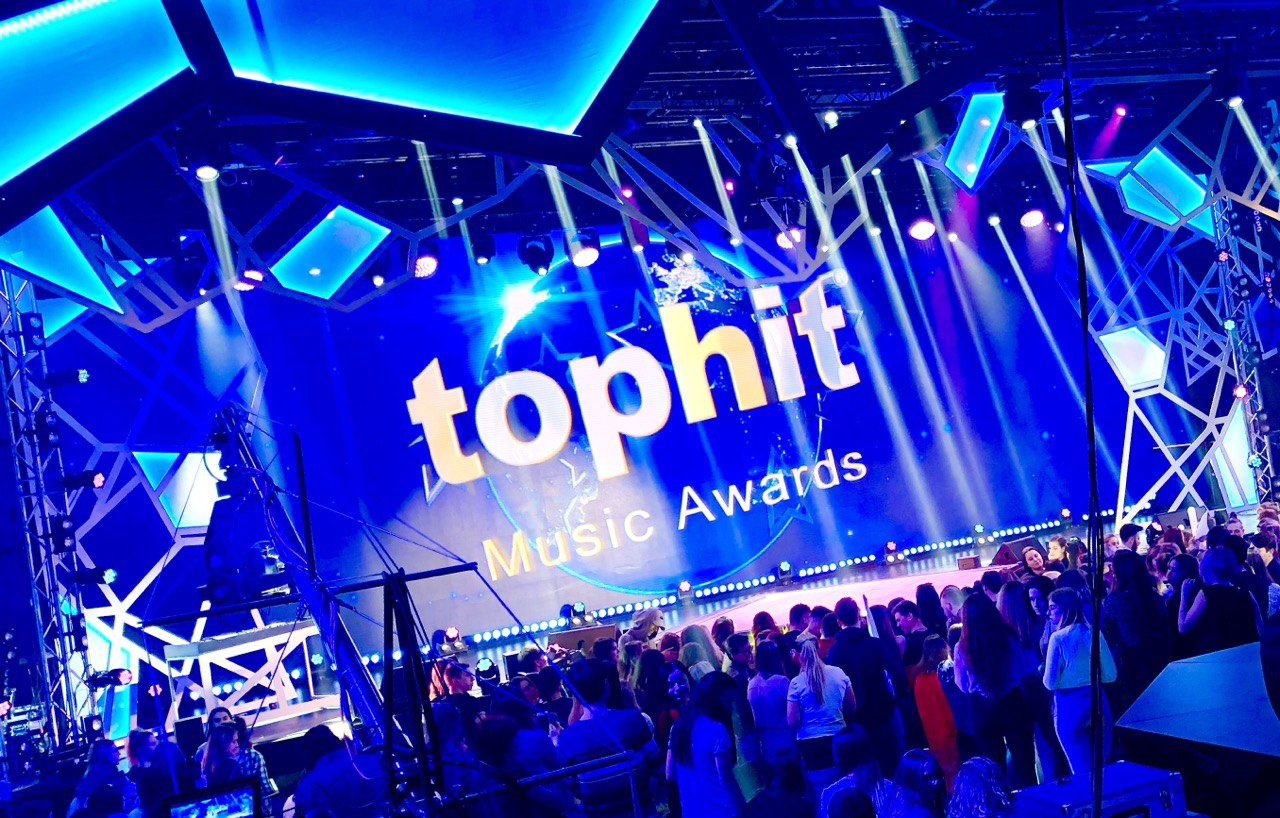
Top Hit Music Awards scène

Top Hit Music Awards est une cérémonie annuelle créée par TopHit en 2013. Elle récompense les artistes, auteurs et producteurs russes pour leurs réalisations exceptionnelles dans la musique populaire et l’industrie du disque, sur la base des données de diffusion des chansons à la radio. Les cérémonies se tiennent chaque année à Moscou. En avril 2020, la première édition des Top Hit Music Awards Ukraine a eu lieu, récompensant les meilleurs artistes, auteurs et maisons de disques ukrainiens.
La chanteuse Yolka, l’une des artistes russes les plus populaires, a salué les Top Hit Music Awards comme un outil permettant d’évaluer les artistes selon leur popularité réelle fondée sur les statistiques, et non selon les décisions d’un jury. Cela souligne également le caractère professionnel de la récompense. Yolka a été récompensée à plusieurs reprises, notamment par le prix de « l’artiste de la décennie », les données de TopHit ayant montré qu’elle a été massivement diffusée auprès du public russophone avec plus de 19 millions de diffusions en dix ans.
Un Hall of Fame (Panthéon) fait partie intégrante des Top Hit Music Awards. Chaque année, 10 candidats sont proposés par des stations de radio partenaires à travers un vote. Les membres précédemment intronisés au Panthéon élisent ensuite deux d’entre eux.
Le magazine de divertissement TimeOut a qualifié la cérémonie de « récompense impartiale des chiffres », fondée exclusivement sur des données statistiques et impossible à contester.